# قانون المدارس المشتركة لعام 1871

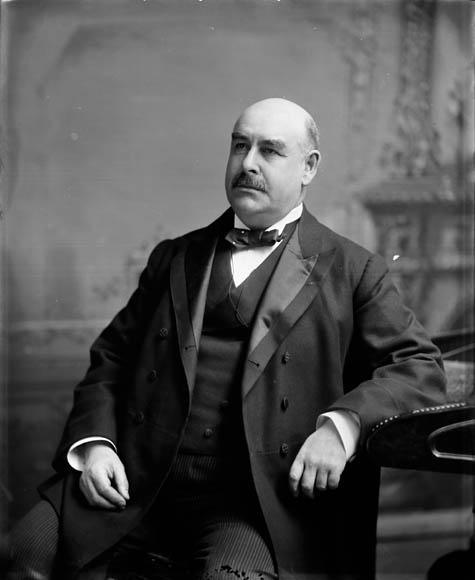
جورج إدوين كينغ(George Edwin King) (1839-1901) المنسق الرئيسي لقانون المدارس المشتركة

كان قانون المدارس المشتركة لعام 1871 تشريعًا في كندي مقاطعة نيو برونزويك، سنته الجمعية التشريعية الثانية والعشرين لنيو برونزويك، والذي حل محل قانون المدارس أبرشية لعام 1858. ويهدف هذا التشريع إلى إلغاء المدارس التابعة للكنيسة في التعليم في نيو برونزويك واستبدالها بنظام تابع للحكومة «المدارس المشتركة». وقد عُورض هذا القانون بشدة من الكنيسة الرومانية الكاثوليكية وأتباعها وبلغت سلسلة من الاشتباكات بين كاثوليك نيو برونزويك والحكومة المحلية ذروتها حيث أطلق النار على شخصين بعد أحداث الشغب التي جرت في كاركوت في عام 1875، وذلك بعد تعديل القانون بشكل كبير لتحقيق نظام تعليمي ديني / علماني مشترك.

## الخلفية

### التعليم في نيو برونزويك قبل عام 1871
منذ عام 1858، كان التعليم في نيو برونزويك يحكمه قانون المدارس الأبرشية لعام 1858. حيث نظم قانون المدارس الأبرشية جميع المدارس في نيو برونزويك تحت رعاية مجلس التعليم المحلي، لكنه لم يضع أي احتياطات للحكومة لامتلاك مدارس أو إنشائها. ونتيجة لذلك، كانت هناك حاجة لإنشاء مدارس جديدة على المستوى المحلي، وعمليًا تم إنشاء معظم المدارس وتشغيلها من خلال الكنائس (وبخاصة الكنائس الرومانية الكاثوليكية والأنجليكانية)، وتبعًا لذلك حصلت الكنيسة في مقابل ذلك على جزء من ميزانية التعليم المحلي. وفي أسقفية القديس يوحنا، على سبيل المثال، كانت هناك بعض المدارس الكاثوليكية وعددها 160 تخضع لقانون عام 1871، وعمل بها العديد من الدين المزعوم، إضافة إلى أن بعضهم كان يدرس اللغة الفرنسية. ولم تكن هناك نصوص موحدة ومعلمون لديهم الحرية الكاملة في اختيارهم للمناهج. ومن بين هؤلاء الكهنة ومعلمي الديانات المزعومة، لم يكن لدى غالبيتهم أوراق اعتماد رسمية للعمل كمعلمين. وكان المعلمون والآباء يجبرون الطلاب على حضور المدارس دون تدخل حكومي.
وبحلول عام 1871، بدأت تدور شكوك كبيرة في برلمان نيو برونزويك حول هذا النظام من التعليم. حيث كانوا متشككين من جودة التعليم وكانوا متخوفين أيضًا من معدلات الحضور، حيث هبطت نسبة الحضور في منطقة غلوستر إلى أدنى مستوياتها حتى وصلت 55%.

### إصلاح التعليم في جميع أنحاء كندا
بحلول عام 1871، بدأت العديد من المقاطعات الكندية بالفعل في تفعيل نظام التعليم الحكومي بينما كان تفكر مقاطعات أخرى في اتخاذ الخطوة نفسها. وفي أونتاريو، كافح إجيرتون رايرسون (Egerton Ryerson) من أجل العلمانية كوسيلة لحفظ السلطة بعيدة عن الكنيسة وحدها ومنذ عام 1844 عمل مشرفًا للتعليم في كندا العليا لتطبيق إصلاحات مهمة أدت إلى إنشاء نظام تعليمي قوي تحت مظلة الحكومة. وفي نوفا سكوشا، نجح الرئيس تشارلز تابر (Charles Tupper) في تقديم التعليم العام من خلال قانون المدرسة الحرة لعام 1864. وعلى المستوى المحلي، أعرب النائب العام السابق لنيو برونزويك والذي عين نائب حاكم الولاية في عام 1871 ليمويل آلن ويلموت (Lemuel Allan Wilmot) عن تأييده لإنشاء نظام تعليم عام بتمويل ضريبي موحد في نيو برونزويك لعدة سنوات.

### المونتانية المتطرفة
طوال سنوات القيادة حتى عام 1871، كان الصراع الرئيسي في الكنيسة الرومانية الكاثوليكية حول سلطة البابوية الكاثوليكية على الحكومات العلمانية. وأكد مبدأ المونتانية المتطرفة أن البابا لديه سلطة فائقة على جميع ما يتعلق بالروحية والعلمانية ونشط هذا المبدأ بصورة متواصلة من خلال الأعضاء البارزين للكنيسة الرومانية الكاثوليكية في كندا، وأنياس بورجيه (Ignace Bourget) الأكثر شهرة، مطران مونتريال من عام 1840 حتى 1876.
بينما في عام 1864، نشر البابا بيوس التاسع وثيقة مخطط الأخطاء، وهي الوثيقة التي تجمع العديد من الاستنتاجات البابوية الماضية والمقدمة كقائمة «مقترحات مدانة». ومن بين هذه الأفكار المدانة على وجه التحديد في مخطط الأخطاء كانت الليبرالية الحديثة والقوة الخارقة في العقل البشري وتدريس الفلسفة والعلوم الطبيعية كمجالات بعيدة عن الدين، والفصل بين الكنيسة والدولة بشيء من التفصيل الموضوعي. حيث أكد المنهج الدراسي مرة أخرى على وجه التحديد على حق الكهنة في التدخل في مسار الشؤون الدنيوية، وسيادة القانون الديني على القانون المدني. ولقد رفضت 45 قضية للمناهج الدراسية حق الحكومات المدنية في ممارسة السيادة الفريدة على تعليم الأطفال.
وفي الوقت نفسه، أصابت الحكومات المعنية بالتوجهات الإصلاحية والتي وصلت للسلطة في كل مكان في كندا الإحباط نتيجة السياسة المحافظة للكنيسة والحرص على تقليل اعتمادها على البنية التحتية للكنيسة والحد من السلطة الممارسة من قبل الفاتيكان في الشؤون السياسية الكندية.

## قانون المدارس المشتركة لعام 1871

### التطوير
لقد كانت القضية الرئيسية أثناء الجلسات السرية لـ الجمعية التشريعية الحادية والعشرين لنيو برونزويك في عام 1870، هي إصلاح نظام مدارس نيو برونزويك. ولقد وضع جورج إدوين كينغ، العضو في الجمعية التشريعية بالنيابة عن جمهور الناخبين لمقاطعة ومدينة القديس يوحنا، منذ عام 1868 مشروع قانون لإنشاء نظام المدارس تحكمه الدولة التي من شأنها أن توفر التعليم المجاني لجميع أطفال نيو برونزويك. حيث وُضع مشروع قانون كينغ في عام 1870 على جدول الأعمال لكنه أخفق في الحصول على الدعم وفي نهاية المطاف تراجع كينغ عن تقديمه.
ومع ذلك، ففي يونيو 1870، اعتزل رئيس وزراء نيو برونزويك أندرو ويتمور (Andrew Rainsford Wetmore) الحياة السياسية ليقبل منصبًا في المحكمة العليا وكان كينغ آنذاك قادرًا على السعي لتعيينه كرئيس للوزراء ونائب عام جديد. ومن ثم، استعاد مشروع قانون المدارس المشتركة وبدأ حملته في انتخابات عام 1870. ومن ثم عاد إلى منصبه بنجاح وتولى قيادة الجمعية التشريعية الثانية والعشرين لنيو برونزويك.
ومع ذلك أثبتت الحكومة الجديدة عدم استقرارها، وفقد كينغ ثقة البرلمان في فبراير 1871 وأُجبر على الاستقالة. وبعد ذلك تولى جورج لوثر هاثوي (George Luther Hatheway) منصب رئيس الوزراء وأصبح كينغ النائب العام الخاص به. وعلى الرغم من تعارض هاثوي وكينغ في العديد من القضايا السياسية، إلا أنهم اتحدا في دعمهم للتعليم العام، وفي 12 أبريل 1871 أعاد كينغ تقديم مشروع قانون المدارس المشتركة للبرلمان نيابة عن حكومة هاثوي.

### سَن القانون
أثار مشروع قانون كينغ نقاشًا وجدلاً لاذعًا في برلمان نيو برونزويك. وكان من بين المعارضين لمشروع القانون معظم الأعضاء الكاثوليك في البرلمان وبعض الأعضاء الأنجليكيين وهؤلاء الأعضاء المعارضين للتقييم الإلزامي. وفي 5 مايو 1871، اقترح أنصار المدرسة الحرة تعديلاً على مشروع القانون الذي ينص على أن المدارس وفقًا لهذا القانون تكون غير طائفية. وقد مرر هذا التعديل بنسبة تصويت 25-10. ومُرر مشروع القانون بأكمله في 17 مايو 1871 وحصل على حق الفيتو كقانون المدارس المشتركة لعام 1871.
ودخل القانون حيز التنفيذ في 1 يناير 1872. واشتمل على أحكام مختلفة قد يكون لها تأثير في إغلاق التعليم الديني في نيو برونزويك. ففي السابق كان يسمح للمعلمين بفتح وإغلاق المدارس من خلال قراءة الكتاب المقدس صلاة الرب، فقد منعوا من تدريس دورات التعليم الشفهي ومن الالتزام بالزي الديني وحظر في المدارسة عرض الرموز الدينية. ومُنحت السيطرة على النظام المدرسي إلى المجلس التنفيذي وممارسة سلطاته من خلال مجلس التعليم في نيو برونزويك. وإضافة إلى ذلك، حصن مجلس التعليم سلطاته بموجب هذا القانون ليُملي أوامره على محتوى المنهج الدراسي والكتب المدرسية والمدرسين اللازمين لتلبية معايير معينة من التأهيل وتحديد ظروف العمل وشروط الوظيفة للمعلمين.